# James Kerwin
James Kerwin  (Saint Louis, Missouri, 13 oktober 1973) is een Amerikaans film- / theater- regisseur. Hij is bekend om zijn regisseerwerk van onder meer: A Midsummer Night's Dream, Cardenio, Venus and Adonis met Megan Henning en Travis Schuldt. In 2003 werkte hij samen met Amber Benson om het toneelstuk te regisseren Albert Hall in (Los Angeles, Californië). 
In 2000 was hij een frequente regisseur voor Noah Wyle zijn Blank Theatre Company en voor Travis Schuldt zijn Lone Star Ensamble.
Zijn volgende project een sci-fi film noir met Kipleigh Brown, Chase Masterson, John Newton en Peter Mayhew getiteld Yesterday Was a Lie
- Virtual International Authority File: 255146462746127772528